# 대한민국의 아이돌 그룹 목록 (2010년대)
다음은 2010년대에 데뷔한 대한민국의 아이돌 그룹 목록이다. 

## 목록
- 남녀공학
- 씨엔블루
- 제국의 아이들
- 제이와이제이
- 대국남아
- 인피니트
- 틴탑
- 디엠티엔
- 터치
- 지디 앤 탑
- 씨스타
- 미쓰에이
- 걸스데이
- 나인뮤지스
- 지피베이직
- 브이엔티
- 디헤븐
- 트러블 메이커
- 마이네임
- 방용국 & 젤로
- 보이프렌드
- 비원에이포
- 블락비
- 엔소닉
- 엠아이비
- 달샤벳
- 파이브돌스
- 치치
- BP 라니아
- 브레이브걸스
- 에이핑크
- 씨스타19
- 블레이디
- 쇼콜라
- 스텔라
- 씨리얼
- 비에이피
- 뉴이스트
- 비투비
- 엑소
- JJ 프로젝트
- 빅스
- 에이젝스
- 크로스진
- 빅스타
- 씨클라운
- 투포케이
- 백퍼센트
- 미스터미스터
- 이엑스아이디
- 스피카
- 레인보우 픽시
- 소녀시대-태티서
- 헬로비너스
- 갱키즈
- 써니데이즈
- 글램
- 에이오에이
- 크레용팝
- 디유닛
- 이블
- 투엑스
- 스카프
- 타이니지
- 피에스타
- 비비드걸
- 퓨리티
- 타히티
- 비비드
- 인피니트 에이치
- 제아 파이브
- 히스토리
- 엘씨나인
- 스피드
- 방탄소년단
- 소년공화국
- 엠파이어
- 엔오엠
- 제노티
- 프로씨
- 투윤
- 다소니 (솔지하니)
- 레이디스 코드
- 투아이즈
- 베스티
- AOA 블랙
- 와썹
- 키스&크라이
- 틴트
- 풍뎅이
- 비트윈
- 비에이
- 갓세븐
- 투하트
- 제이제이씨씨
- 하이포
- 빅플로
- 헤일로
- 엘에이유
- 비아이지
- 위너
- 유니크
- 매드타운
- 무스
- 핫샷
- 지디 앤 태양
- 인피니트F
- 칠학년일반
- 윙스
- 레드벨벳
- 스피카.S
- 레인보우 블랙
- 베리굿
- 단발머리
- 마마무
- 에이코어
- 라붐
- 드림캐쳐
- 딸기우유
- 러블리즈
- 워너비
- 소나무
- 블락비 바스타즈
- 로미오
- 몬스타엑스
- 엔플라잉
- 세븐틴
- 아이콘
- 데이식스
- 업텐션
- 브이에이브이
- 맵식스
- 스누퍼
- 여자친구
- 러버소울
- 씨엘씨
- 빅스LR
- 오마이걸
- 멜로디데이
- 에이프릴
- 다이아
- 트와이스
- 카드
- 아스트로
- 임팩트
- 펜타곤
- 에스에프나인
- 크나큰
- 엔시티
- 더블에스 삼공일
- 맙
- 첸백시
- 소년24
- 비투비-블루
- 더 이스트라이트
- 빅톤
- 코코소리
- 우주소녀
- 에이오에이 크림
- 마틸다
- 에스에프나인
- 블랙핑크
- 아이오아이
- 언니쓰
- 아이비아이
- 리얼걸프로젝트
- 나인뮤지스A
- 모모랜드
- 하이라이트
- 에이스
- 워너원
- 뉴이스트 W
- 마이틴
- 온앤오프
- 골든차일드
- 아이즈
- 티알씨엔지
- 레인즈
- 제이비제이
- 인투잇
- 더보이즈
- 보너스베이비
- 이달의 소녀 1/3
- 립버블
- 프리스틴
- 앨리스
- 애플비
- 위키미키
- 구구단 오구오구
- 에스아이에스
- 굿데이
- 이달의 소녀 오드아이써클
- 스트레이 키즈
- 영동포팡
- 유앤비
- 제이비제이95
- 셀럽파이브
- 프로미스나인
- (여자)아이들
- 유니티
- 프리스틴 V
- 이달의 소녀 yyxy
- 구구단 세미나
- 네이처
- 이달의 소녀
- 소녀시대-Oh!GG
- 에이티즈
- 아이즈원
- 드림노트
- 베리베리
- 원어스
- 체리블렛
- 있지
- 핑크레이디
- 투모로우바이투게더
- 에버글로우
- 원팀
- 밴디트
- 원더나인
- 디케이지
- 에이비식스
- 씨아이엑스
- 로켓펀치
- 엑스원
- 비디씨
- 엔쿠스
- 슈퍼엠